# Lännerstasundet

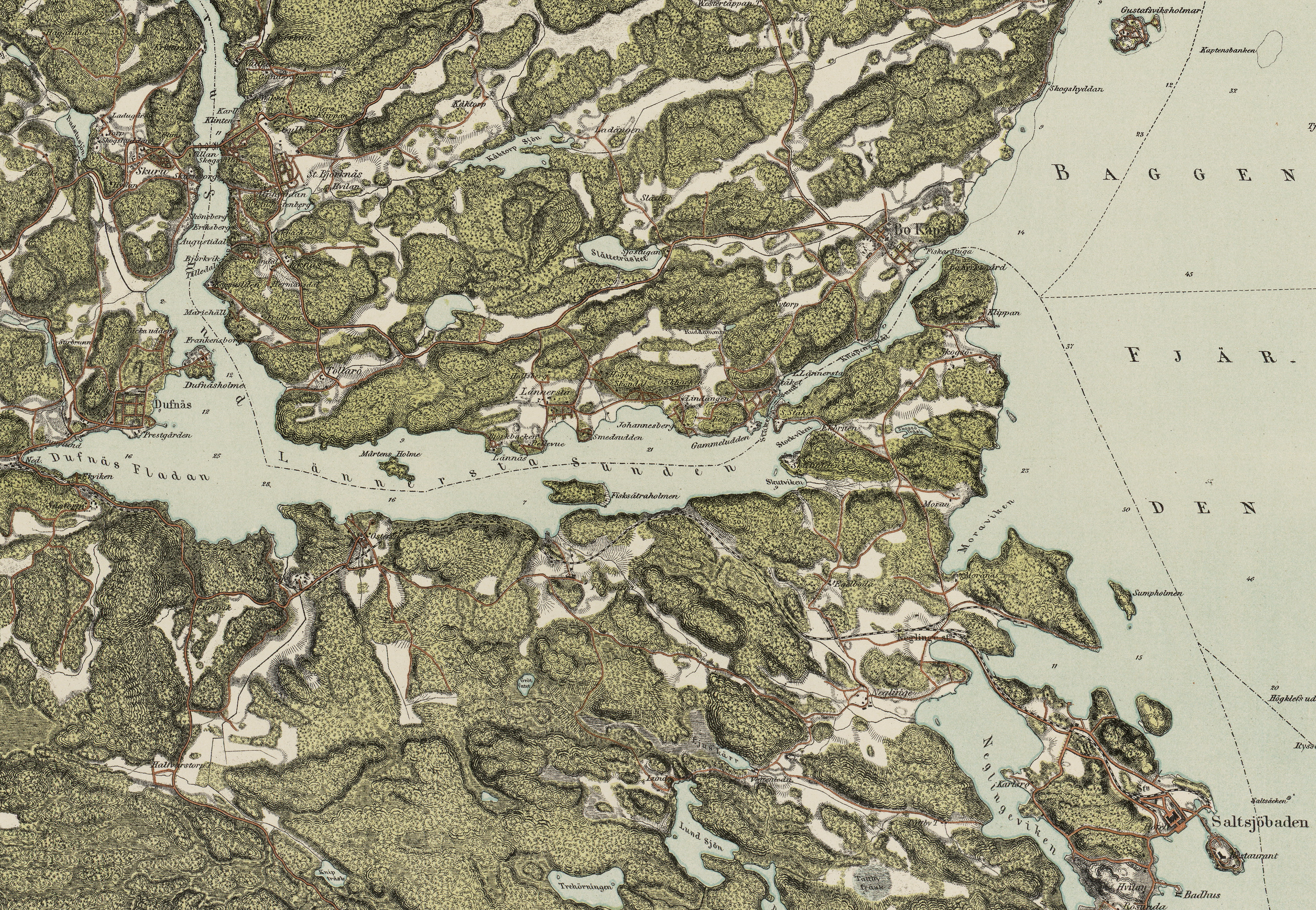
Lännerstasundet på Topografiska corpsens karta från 1861.

Lännerstasundet (även Lännerstasunden) är ett sund av Östersjön beläget i Nacka kommun vid gränsen mellan Boo distrikt och Nacka distrikt.

## Beskrivning

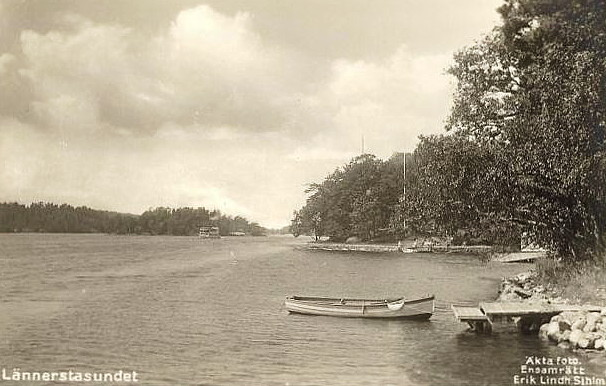
Lännerstasundet på ett äldre vykort.

Lännerstasundet har sitt namn efter området Lännersta och Lännersta gård som ligger i Boo norr om sundet. Sundet sträcker sig i ost-västriktning och är cirka 2,3 kilometer långt. Via Baggensstäket i öst står det via Fladen i förbindelse med Baggensfjärden och Östersjön och i nordväst övergår det i Skurusundet. Största djup är 27 meter. Vid västra sidan av Lännerstasundet ligger bland annat Saltsjö-Duvnäs och på norra sidan återfinns Boo. Längs södra sidan märks Östervik och Fisksätra som tillsammans med Saltsjö-Duvnäs även är stationer längs Saltsjöbanan.  
Största öarna är Fisksätraholmen och Mårtens Holme. Lännerstasundet och Baggensstäket är troligen den mest trafikerade farleden i Stockholms skärgård och även i historisk tid hade sundet stor betydelse. Det var vid Baggensstäket som ryssarnas framfart stoppades sommaren 1719 när de var på väg att via Lännerstasundet ta sig in till Stockholm för att bränna ner staden (se Slaget vid Stäket).

## Pilotprojekt
Lännerstasundet är ett bra exempel på en havsvik med en tröskel, som i detta fall utgörs av Baggenstäket. Det leder till att vattnet blir stillastående och syreförhållandena blir dåliga. År 2009 började ett tre år långt pilotprojekt i form av en testanläggning i Lännerstasundet östra del som pumpar ner syrerikt ytvatten till sundets havsbotten. På så sätt skall överskottet av fosfor motverkas. Projektet leds av Finlands miljöcentral som har en liknande testanläggning i Sandöfjärden i Finska viken och det svenska Naturvårdsverket. Om försöket blir framgångsrikt skall Naturvårdsverket och andra berörda myndigheter bestämma om metoden kan tillämpas i större skala i Östersjön.

## Bilder

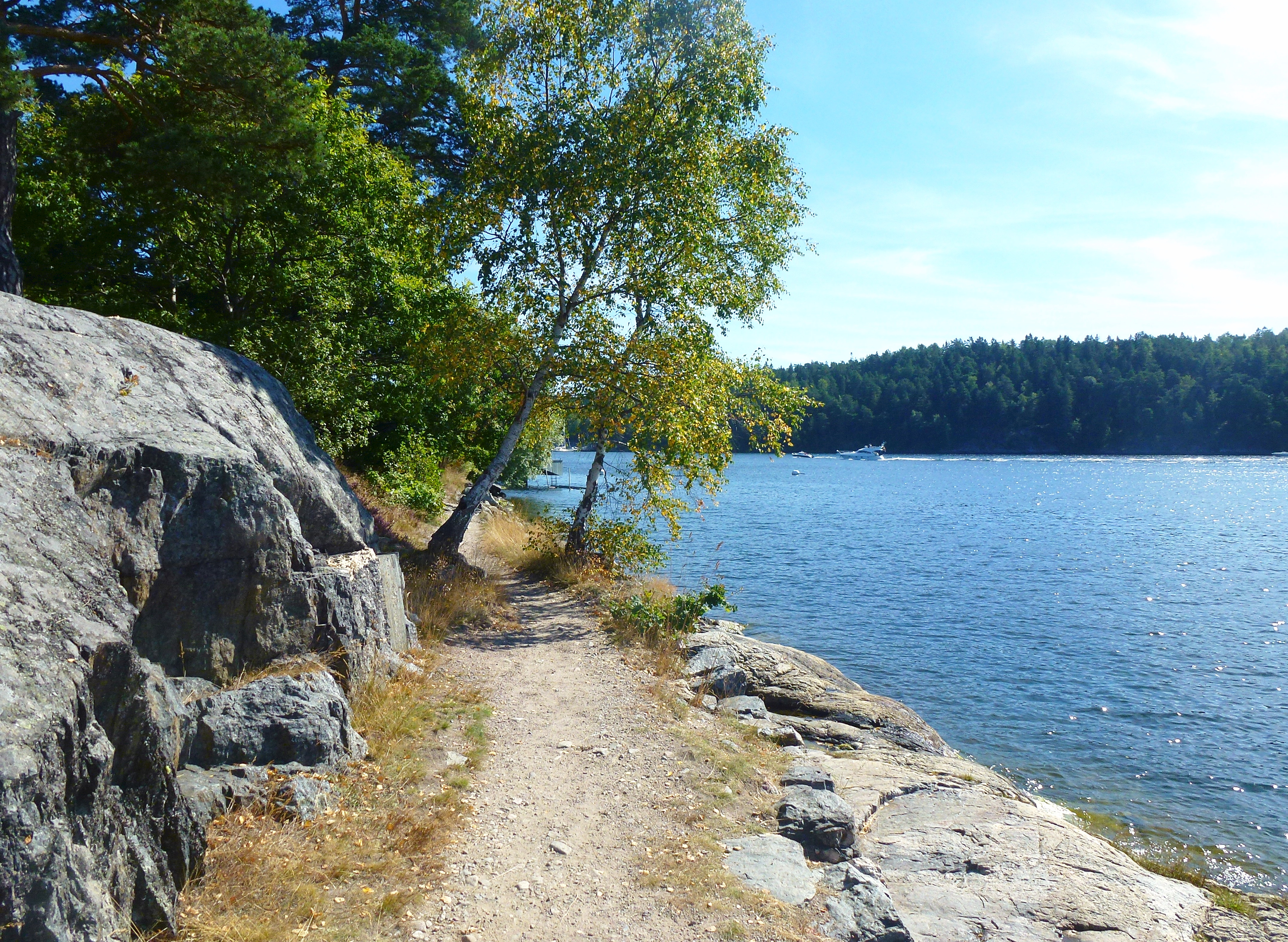
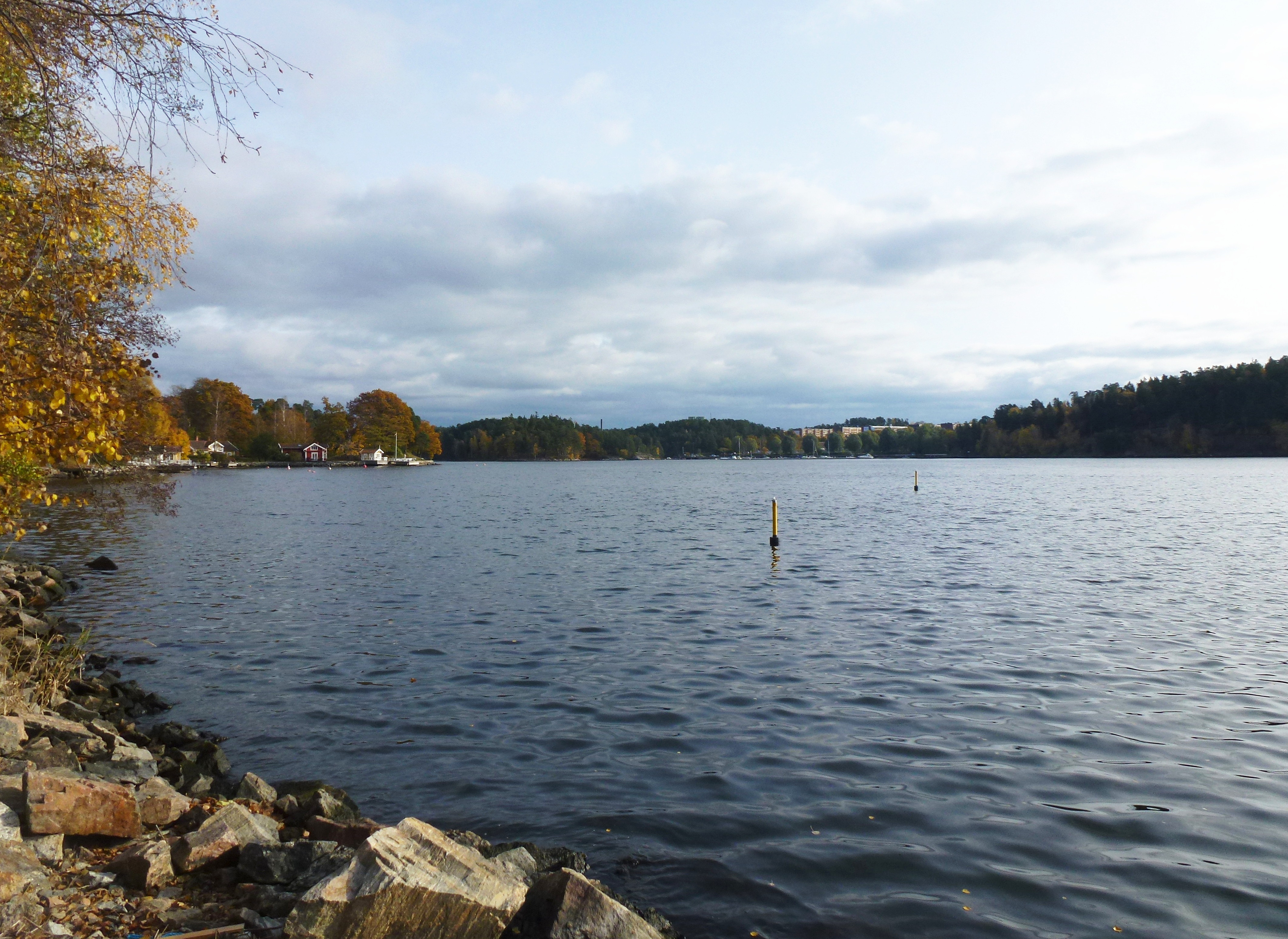
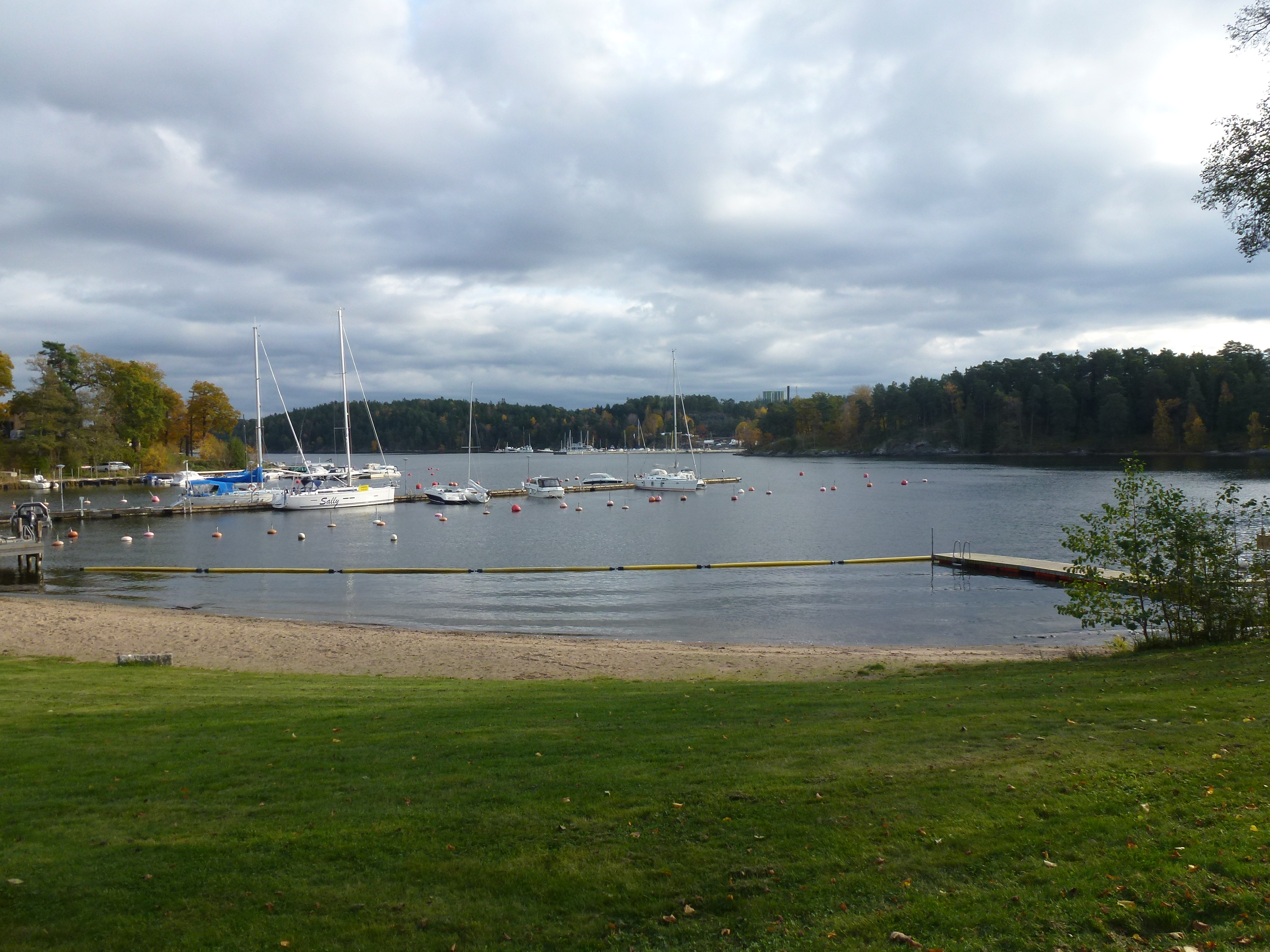
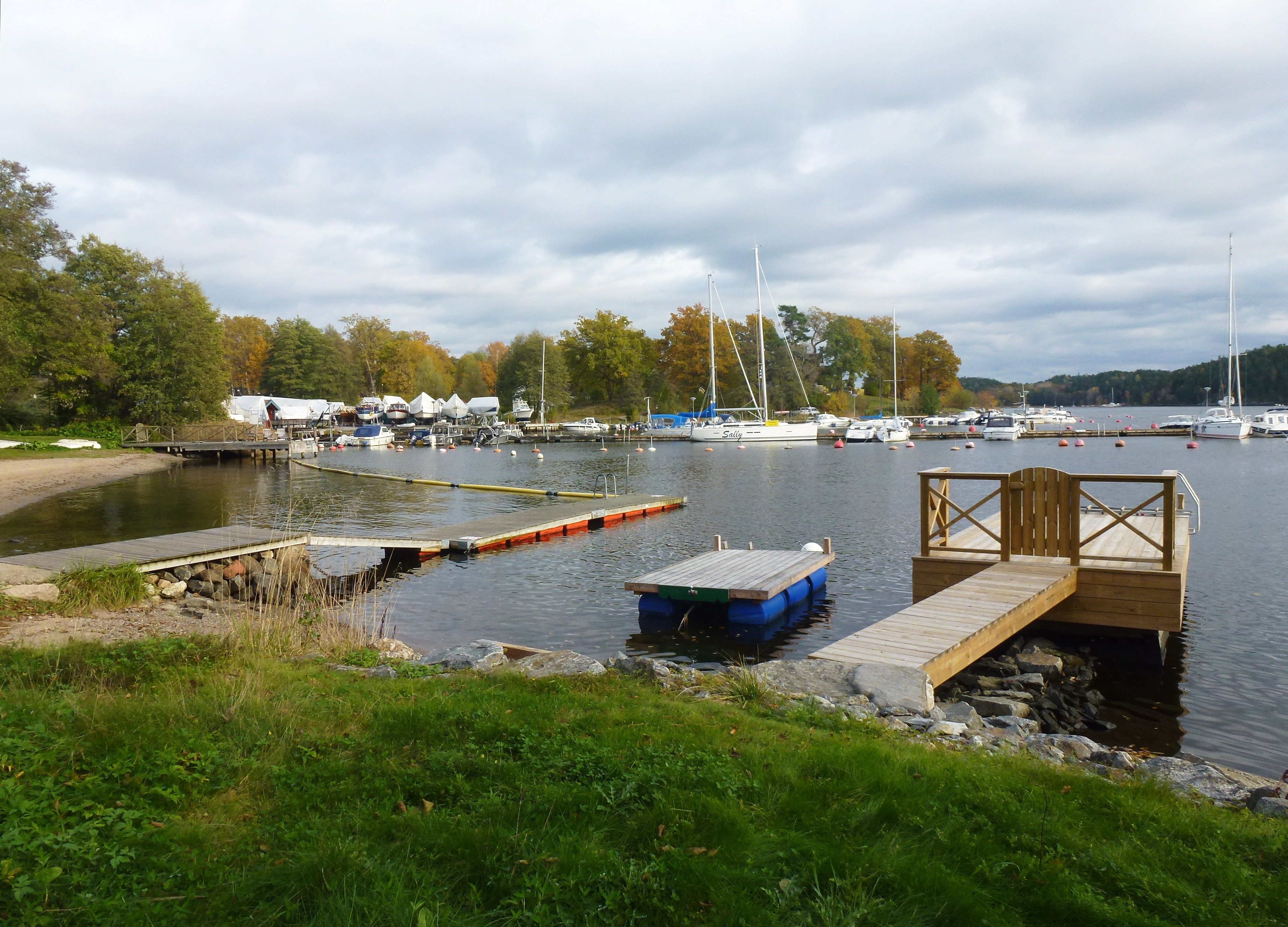
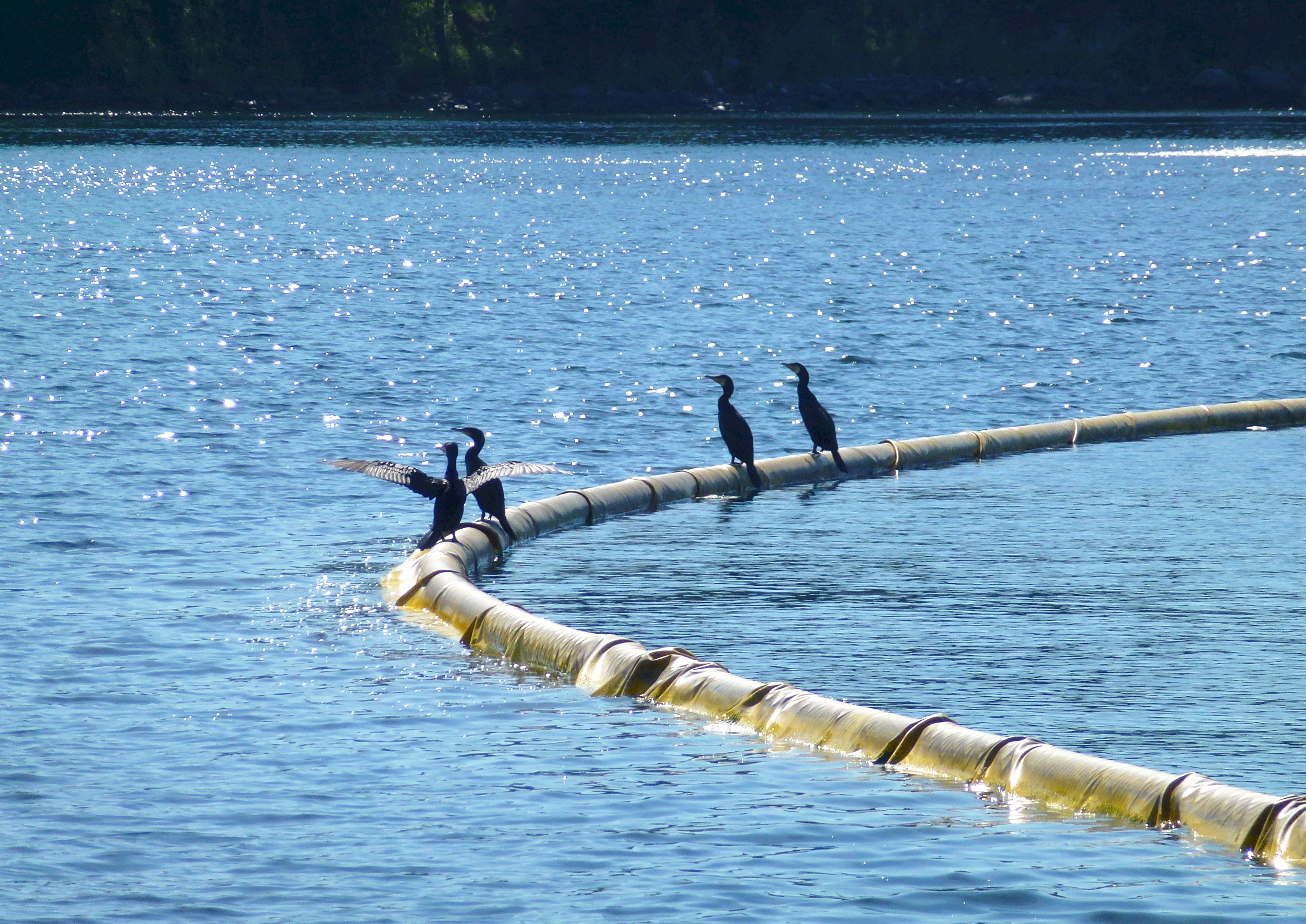